# Disk Me
"Disk Me" é uma canção do cantor e drag queen brasileiro Pabllo Vittar, lançada como segundo single de seu segundo álbum de estúdio Não Para Não (2018) em 5 de outubro de 2018 pela Sony Music Brasil.

## Antecedentes e lançamento
Algumas horas antes do lançamento da canção, Pabllo disponibilizou em seu Twitter um número de telefone, onde era possível ouvir um pequeno trecho da música.

## Desempenho comercial
Antes de ser lançada como single, "Disk Me" debutou em segundo lugar no top 50 das mais ouvidas do Spotify brasileiro. Na Apple Music brasileira, a música debutou em décimo lugar no top 50 da plataforma. Depois de ser lançada como single, a canção apareceu na posição de número 33 no Top 50 Streaming da Pro-Música Brasil.

## Divulgação
Pabllo cantou "Disk Me" em vários programas de televisão, sendo eles: Domingão do Faustão, Caldeirão do Huck, Encontro com Fátima Bernardes, Conversa com Bial e Programa da Eliana.

## Vídeo musical
O vídeo musical foi dirigido pelo duo Os Primos (João Monteiro e Fernando Moraes), e postado no canal de Vittar no YouTube em 5 de outubro. Pouco tempo depois, eleitores do até então futuro presidente da república Jair Bolsonaro organizaram um mutirão para "dar dislike" no videoclipe. Bolsonaro é conhecido por ter dado diversas declarações homofóbicas, racistas, machistas e afins durante sua carreira política.

## Lista de faixas
- Download digital e streaming – EP de remixes[14]

1. "Disk Me" – 2:53
2. "Disk Me" (Maffalda Remix) – 2:52
3. "Disk Me" (Omulu Remix) – 2:59
4. "Disk Me" (Demo) – 3:24

## Desempenho nas tabelas musicais
| Tabela musical (2018)                | Melhor posição |
| ------------------------------------ | -------------- |
| Top 50 Streaming (Pro-Música Brasil) | 33             |

## Vendas e certificações
| Região                                                                                             | Certificação | Vendas   |
| -------------------------------------------------------------------------------------------------- | ------------ | -------- |
| Brasil (Pro-Música Brasil)                                                                         | Diamante     | 300,000* |
| *números de vendas baseados somente na certificação ^distribuições baseadas apenas na certificação |              |          |

## Créditos da canção
Créditos adaptados do Tidal.
- Pabllo Vittar - vocal
- Maffalda - composição, produção
- Zebu - composição, produção
- Rodrigo Gorky - composição, produção
- Pablo Bispo - composição, produção
- Arthur Marques - composição, produção
- Matheus Santos - composição
- Filip Nikolic - produção